# Banja (Bośnia i Hercegowina)
Banja – wieś w Bośni i Hercegowinie, w Federacji Bośni i Hercegowiny, w kantonie środkowobośniackim, w gminie Fojnica. W 2013 roku liczyła 34 mieszkańców, z czego większość stanowili Chorwaci.